# Ганичі
Га́ничі або Ґа́ничі — село в Україні, у Закарпатській області, Тячівському районі. Входить до складу Нересницької сільської громади.
Рішенням Закарпатської обласної ради від 6 березня 2015 року село Солоне Ганичівської сільської ради об'єднане із селом Ганичі.

## Назви
Назви: 1402: Ganyafalwa (Csánki 1: 448), 1418: Ganya (Iványi 109), 1465: Nagy-Gania (Mihályi 468), 1500: Ganyazfalwa (Iványi Máramaros megye helységneveinek etimológiai szótára 52 110), 1546: Ganyczfalwa (Bélay 141), 1610: Gánia (uo.), 1773: Ganya, Ganyesty, Ganics (LexLoc. 133), 1808: Gánya, Ganica, Ganyesti (Lipszky: Rep. 194), 1828: Ganya, Ganiči (Nagy 196), 1838: Gánya (Schem. 59), 1851: Gánya (Fényes 2: 36), 1877: Gánya, Gánicsi (Hnt.), 1913: Gánya (Hnt.), 1925: Ganiči, Ganiče (ComMarmUg. 50), 1944: Gánya, Ганичu (Hnt.), 1983: Ганичі, Ганичu (ZO).

## Герб
У щиті, понижено перетятому лазуровим і срібним, червона балка, обтяжена золотим орнаментом. У першій частині срібний орел з розпростертими крилами, із золотим дзьобом і чорними очима і пазурами, що тримає в лапах золотий меч вліво. У другій частині лазурова хвилеподібна балка.

## Населення
Згідно з переписом УРСР 1989 року чисельність наявного населення села становила 3800 осіб, з яких 1942 чоловіки та 1858 жінок.
За переписом населення України 2001 року в селі мешкали 3984 особи.
| Мова            | Кількість | Відсоток |
| --------------- | --------- | -------- |
| українська      | 3924      | 98.44%   |
| російська       | 46        | 1.15%    |
| румунська       | 8         | 0.20%    |
| білоруська      | 4         | 0.10%    |
| угорська        | 1         | 0.03%    |
| словацька       | 1         | 0.03%    |
| інші/не вказали | 2         | 0.05%    |
| Усього          | 3986      | 100%     |

## Храми
Церква Успіння Пресвятої Богородиці. 1993.
В єпископській візитації 1751 р. згадують дерев'яну церкву Успіння пр. богородиці з малою вежею та двома дзвонами, слабо прикрашену образами, а апостолів не було. У 1801 р. йшлося про стару дерев'яну церкву, що розпадалася і не підлягала ремонту. Того ж року намісницький уряд підготував проект будівництва нової церкви та затвердив бюджет. Громада зі свого боку «крім роботи ручної і возової безплатно даємої, еще 230 ринських додаєт». Нову церкву Успіння було збудовано в 1810 р. Це була гарна, граційна споруда з високим готичним шпилем. Церкву зняли з реєстрації 21 листопада 1960 р. Розібрано її в середині 1966 р. за ініціативою тогочасного голови сільської ради. Дзвіниця збереглася і була перенесена до православної дерев'яної церкви, збудованої в 1925 p., куди потрапило і майно зі старої церкви. У 1993 р. збудували нову православну церкву і стара дзвіниця перестала існувати.
Базилічну смерекову церкву спорудили в 1925 р. Головний фасад, крім невеликої вежі з цибулястою банею, прикрашали дві маленькі баньки. У 1960-х роках до церкви перенесли дерев'яну дзвіницю, що стояла біля старовинної дерев'яної греко-католицької церкви, тоді вже розібраної. Православну церкву розібрали у 1993 р. Того ж року навесні залили фундамент під нову муровану церкву, і до кінця року будівництво закінчили. Мурована церква повторила у збільшеному вигляді форми дерев'яної. Іконостас вирізьбив Петро Руснак, а художнє оформлення інтер'єру виконав Вадим Мордвінов з Чернівців. На вежі встановили три дзвони, виготовлені фірмою «Акорд» та Ф. Еґрі у 1925 р. Стару дзвіницю розібрали.

Церква Різдва Пресвятої Богородиці. 1992.
У 1991—1992 роках у Ґаничах на місці розібраної дерев'яної церкви збудовано нову цегляну греко-католицьку церкву. Вів будівництво Василь Кубинець, який з Михайлом Анишинцем також збирав по селах кошти. Багато допоміг двоюрідний брат В. Кубинця Юлій Кубіні, що служить священиком у США Немало сил до будівництва доклали Іван Фіцай, Петро Бердар, Іван Попович. Столярну роботу виконав Михайло Плиска. Коробове склепіння нави і вівтаря обшито дошками.

## Присілки
Солоний
Солоний - колишнє село в Україні, в Закарпатській області.
Обєднане з селом Ганичі
Згадки: 1904: Szolom, 1907: Szolm, 1913: Szolom

### Мова
Розподіл населення за рідною мовою за даними перепису 2001 року:
| Мова       | Відсоток |
| ---------- | -------- |
| українська | 98,44 %  |
| російська  | 1,15 %   |
| румунська  | 0,20 %   |
| білоруська | 0,10 %   |
| словацька  | 0,03 %   |
| угорська   | 0,03 %   |

## Люди
В селі народилася Візичканич Гафія Петрівна (1912—1993) — майстриня художнього ткацтва.

## Туристичні місця
- храм Успіння пр. богородиці. 1993.
- озеро Солоне